# Niels Andersen (1849-1919)
 For alternative betydninger, se Niels Andersen. (Se også artikler, som begynder med Niels Andersen)
Niels Andreas Christian Andersen (født 13. august 1849 i Ribe, død 24. november 1919 i Nørresundby) var en dansk embedsmand, historisk forfatter og politiker.
Han var søn af hospitalsforstander Anders Nielsen Andersen og hustru Anna Margrethe Simonsen. Han tog studentereksamen i Ribe i 1867 og juridisk embedseksamen i 1873. Han var først fuldmægtig i blandt andre Rougsø Herred med sæde i Ørsted på Djursland.
I 1890 blev han udnævnt til sorenskriver på Færøerne med bopæl i Tórshavn. Mens han boede på Færøerne, var han også indvalgt på det færøske Lagting fra Suðurstreymoy fra 1893 til 1895. Han udgav også bogen Færøerne 1600–1709, som skildrede Færøernes næringsveje og sociale forhold i 1600-tallet. Bogen er senere udgivet i redigerede udgaver som et kildeskrift.
I 1895/1896 flyttede han tilbage til Danmark, hvor han blev herredsfoged og herredsskriver i Kær Herred i Vendsyssel med bolig i Nørresundby. Fra 1900 da Nørresundby blev købstad, var han også byfoged, byskriver og borgmester i Nørresundby. Han tog sin afsked i september 1919 og døde et par måneder senere.
Han giftede sig første gang i 1875 med Maria Margaritha Bruun, enke efter løjtnant Emil Victor Schau, som var faldet i kampene ved Dybbøl, og datter af provst Carl Adolph Theodor Bruun. Ægteskabet blev opløst i 1899, og han giftede sig igen samme år med Sicka Margrethe Jacobsen, datter af overlærer ved Stavanger katedralskole Boye Jacobsen.